# Beberbeck
Beberbeck ist ein im Reinhardswald gelegener, nordöstlicher Stadtteil von Hofgeismar im nordhessischen Landkreis Kassel. Zu Ortsbezirk Beberbeck gehört der Ortsteil Sababurg mit der gleichnamigen Burg.

## Geographische Lage

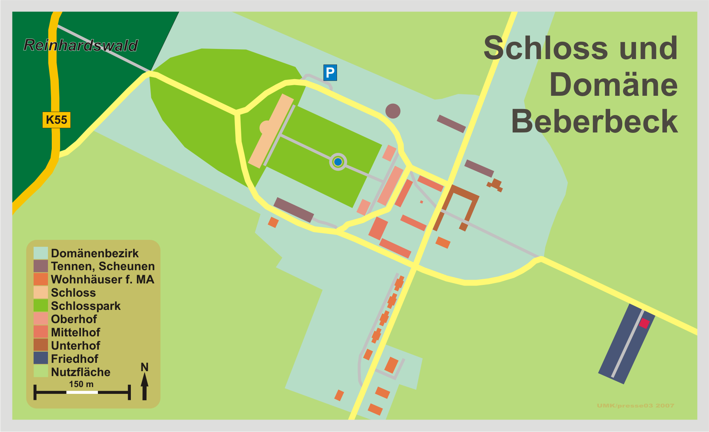
Schloss und Domäne Beberbeck

Beberbeck liegt auf einer von den Wäldern des Mittelgebirges Reinhardswald umgebenen und weit ausgedehnten Acker- und Wiesenfläche. Zwischen Hombressen im Süden und Gottsbüren im Norden befindet es sich etwa 4,2 Kilometer westsüdwestlich der Sababurg. Östlich vorbei fließt die kleine Nieme, die etwas weiter bachabwärts in die Holzape mündet.
Etwas nördlich vorbei an Beberbeck führt im Rahmen der Kreisstraße 55, die Hofgeismar im Südwesten mit der Sababurg im Osten verbindet, die „Dornröschen-Route“ der Deutschen Märchenstraße. An dieser Straße stehen nahe dem Mündungsbereich der Nieme in die Holzape die Schnitterkaserne, die Ziegelhütte und die Revierförsterei Beberbeck.

## Geschichte

### Ortsgeschichte

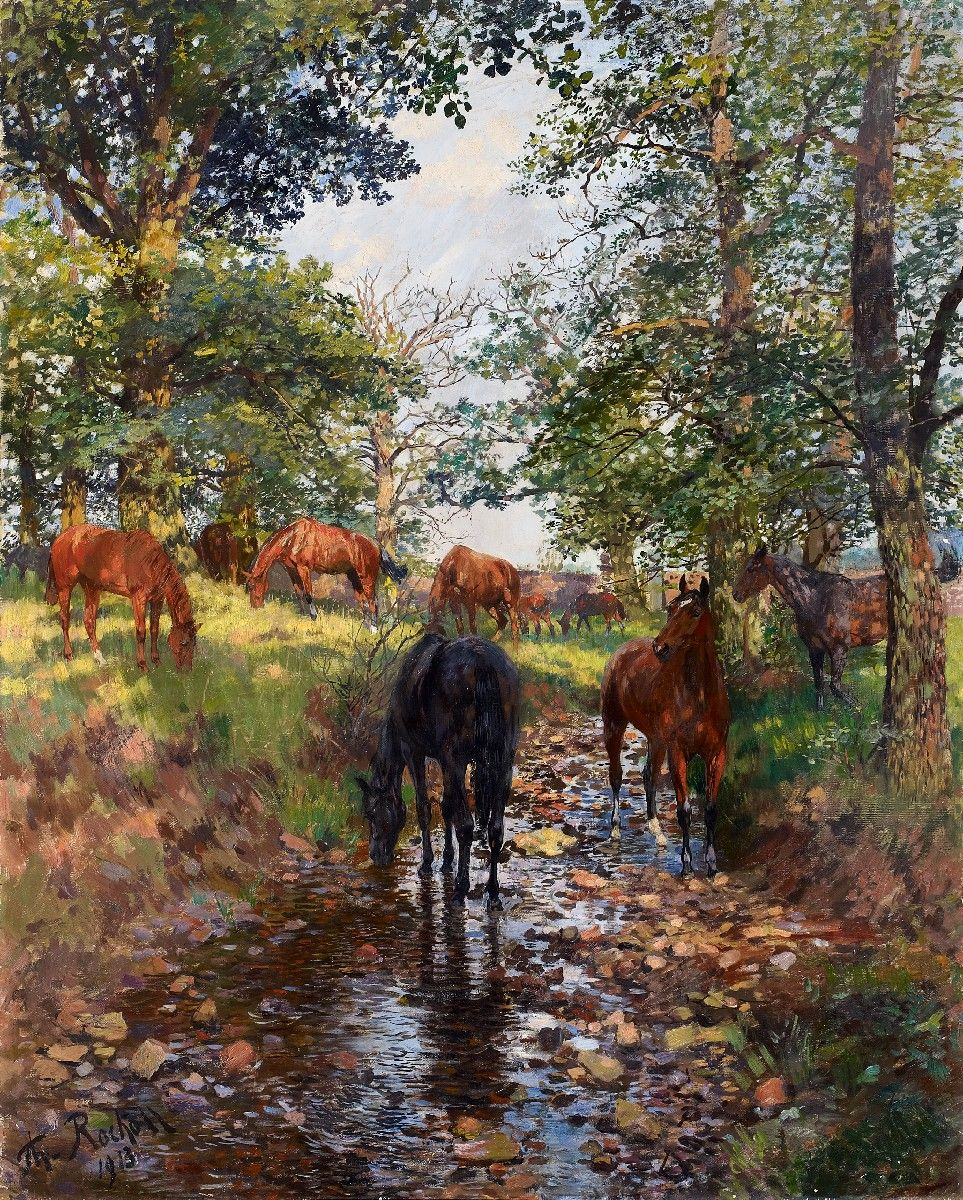
Die Pferde im Tiergarten Sababurg, Gemälde von Theodor Rocholl

Die älteste bekannte schriftliche Erwähnung von Beberbeck erfolgte unter dem Namen Beuerbezire im Jahr 944. Später wandelte sich der Name zu Beverbiki (u und v wurde ursprünglich oft austauschbar benutzt). Der Name bedeutet Biberbach.
Die Staatsdomäne Beberbeck zählte einst zu den fünf preußischen Hauptgestüten, zu denen Trakehnen, Neustadt an der Dosse, Graditz und Altefeld gehörten. Erste Nachrichten der Pferdezucht an diesem Standort stammen von 1490. Es ist die Rede von Wilden Pferden, ein Ausdruck für Zuchtpferde, die sich frei bewegen durften. 1571 ließ Landgraf Wilhelm IV. einen 130 ha großen Tiergarten einrichten, der die Sababurg umschloss. Kurfürst Wilhelm II. erließ 1823 einen Beschluss, in dem Beberbeck zur Musteranstalt für die Landespferdezucht ernannt wurde. In den Jahren 1837 bis 1840 erbaute Johann Conrad Bromeis im Auftrag des Kurfürsten das Schloß Beberbeck zwischen Landstraße und Domäne.
Ab 1870 stand das Hauptgestüt unter preußischer Verwaltung. 1918 erfolgte die Umstellung von seither 110 Warmblutstuten auf 60 Warmblutstuten und 60 Kaltblutstuten. Der Grund dafür war, dass in der Landwirtschaft dringend mehr Zugtiere benötigt wurden. 1929 wurde das Hauptgestüt Beberbeck aufgelöst und als Hessische Staatsdomäne weitergeführt. Das Schloss wurde zu einem Alten- und Pflegeheim ausgebaut und wird von der Evangelischen Altenhilfe in Hofgeismar geführt.
Hessische Gebietsreform (1970–1977)
Zum 31. Dezember 1970 wurde die bis dahin selbständige Gemeinde Beberbeck im Zuge der Gebietsreform in Hessen auf freiwilliger Basis in die Stadt Hofgeismar eingemeindet. Für Beberbeck wurden ein Ortsbezirk mit Ortsbeirat und Ortsvorsteher nach der Hessischen Gemeindeordnung eingerichtet.

### Verwaltungsgeschichte im Überblick
Die folgende Liste zeigt die Staaten und Verwaltungseinheiten, denen Beberbeck angehört(e):
- vor 1567: Heiliges Römisches Reich, Landgrafschaft Hessen, Amt Sababurg
- ab 1567: Heiliges Römisches Reich, Landgrafschaft Hessen-Kassel, Amt Sababurg
- ab 1806: Landgrafschaft Hessen-Kassel, Amt Sababurg
- 1807–1813: Königreich Westphalen, Departement der Fulda, Distrikt Kassel, Kanton Veckerhagen
- ab 1815: Kurfürstentum Hessen, Amt Sababurg[8]
- ab 1821/22: Kurfürstentum Hessen, Provinz Niederhessen, Kreis Hofgeismar[9][Anm. 2]
- ab 1848: Kurfürstentum Hessen, Bezirk Kassel
- ab 1851: Kurfürstentum Hessen, Provinz Niederhessen, Kreis Hofgeismar
- ab 1867: Königreich Preußen, Provinz Hessen-Nassau, Regierungsbezirk Kassel, Kreis Hofgeismar
- ab 1871: Deutsches Reich, Königreich Preußen, Provinz Hessen-Nassau, Regierungsbezirk Kassel, Kreis Hofgeismar
- ab 1918: Deutsches Reich, Freistaat Preußen, Provinz Hessen-Nassau, Regierungsbezirk Kassel, Kreis Hofgeismar
- ab 1944: Deutsches Reich, Freistaat Preußen, Provinz Kurhessen, Landkreis Hofgeismar
- ab 1945: Amerikanische Besatzungszone, Groß-Hessen, Regierungsbezirk Kassel, Landkreis Hofgeismar
- ab 1946: Amerikanische Besatzungszone, Hessen, Regierungsbezirk Kassel, Landkreis Hofgeismar
- ab 1949: Bundesrepublik Deutschland, Hessen, Regierungsbezirk Kassel, Landkreis Hofgeismar
- ab 1971: Bundesrepublik Deutschland, Hessen, Regierungsbezirk Kassel, Landkreis Hofgeismar, Stadt Hofgeismar[Anm. 3]
- ab 1972: Bundesrepublik Deutschland, Land Hessen, Regierungsbezirk Kassel, Landkreis Kassel, Stadt Hofgeismar

## Bevölkerung

### Einwohnerstruktur 2011
Nach den Erhebungen des Zensus 2011 lebten am Stichtag dem 9. Mai 2011 in Beberbeck 87 Einwohner. Darunter waren 3 (3,4 %) Ausländer.
Nach dem Lebensalter waren 9 Einwohner unter 18 Jahren, 27 zwischen 18 und 49, 15 zwischen 50 und 64 und 36 Einwohner waren älter. Die Einwohner lebten in 27 Haushalten. Davon waren 9 Singlehaushalte, 9 Paare ohne Kinder und 6 Paare mit Kindern, sowie 3 Alleinerziehende und keine Wohngemeinschaften. In 3 Haushalten lebten ausschließlich Senioren und in 24 Haushaltungen lebten keine Senioren.

### Einwohnerentwicklung
| Beberbeck: Einwohnerzahlen von 1834 bis 2020 | Beberbeck: Einwohnerzahlen von 1834 bis 2020 | Beberbeck: Einwohnerzahlen von 1834 bis 2020 | Beberbeck: Einwohnerzahlen von 1834 bis 2020 | Beberbeck: Einwohnerzahlen von 1834 bis 2020 |
| --- | -------------------------------------------- | -------------------------------------------- | -------------------------------------------- | -------------------------------------------- |
| Jahr |                                              |                                              |                                              | Einwohner                                    |
| 1834 | 1834                                         |                                              | 200                                          | 200                                          |
| 1840 | 1840                                         |                                              | 189                                          | 189                                          |
| 1846 | 1846                                         |                                              | 207                                          | 207                                          |
| 1852 | 1852                                         |                                              | 258                                          | 258                                          |
| 1858 | 1858                                         |                                              | 286                                          | 286                                          |
| 1864 | 1864                                         |                                              | 231                                          | 231                                          |
| 1871 | 1871                                         |                                              | 274                                          | 274                                          |
| 1875 | 1875                                         |                                              | 254                                          | 254                                          |
| 1885 | 1885                                         |                                              | 287                                          | 287                                          |
| 1895 | 1895                                         |                                              | 315                                          | 315                                          |
| 1905 | 1905                                         |                                              | 361                                          | 361                                          |
| 1910 | 1910                                         |                                              | 343                                          | 343                                          |
| 1925 | 1925                                         |                                              | 474                                          | 474                                          |
| 1939 | 1939                                         |                                              | 336                                          | 336                                          |
| 1946 | 1946                                         |                                              | 792                                          | 792                                          |
| 1950 | 1950                                         |                                              | 831                                          | 831                                          |
| 1956 | 1956                                         |                                              | 599                                          | 599                                          |
| 1961 | 1961                                         |                                              | 512                                          | 512                                          |
| 1967 | 1967                                         |                                              | 405                                          | 405                                          |
| 1970 | 1970                                         |                                              | 317                                          | 317                                          |
| 1980 | 1980                                         |                                              | ?                                            | ?                                            |
| 1990 | 1990                                         |                                              | 178                                          | 178                                          |
| 2000 | 2000                                         |                                              | 291                                          | 291                                          |
| 2005 | 2005                                         |                                              | 121                                          | 121                                          |
| 2010 | 2010                                         |                                              | 108                                          | 108                                          |
| 2011 | 2011                                         |                                              | 87                                           | 87                                           |
| 2015 | 2015                                         |                                              | 100                                          | 100                                          |
| 2020 | 2020                                         |                                              | 63                                           | 63                                           |
| Datenquelle: Historisches Gemeindeverzeichnis für Hessen: Die Bevölkerung der Gemeinden 1834 bis 1967. Wiesbaden: Hessisches Statistisches Landesamt, 1968. Weitere Quellen: bis 1970:; nach 1970: Stadt Hofgeismar; Zensus 2011 |                                              |                                              |                                              |                                              |

### Historische Religionszugehörigkeit
| • 1885: | 216 evangelische (= 98,63 %), 3 katholische (= 1,37 %) Einwohner    |
| • 1961: | 390 evangelische (= 76,17 %), 114 katholische (= 22,27 %) Einwohner |

## Politik
Für den Ortsbezirk Beberbeck kam bei den Kommunalwahlen in Hessen 2021 kein Ortsbeirat zustande.

## Sehenswürdigkeiten
Die von Johann Conrad Bromeis, dem Hofbaumeister von Kurfürst Wilhelm II., erbaute Gestütsanlage mit Schloss und Schlosspark stellt in ihrer Vollständigkeit als klassizistisches Ensemble die Hauptsehenswürdigkeit Beberbecks dar.
Sehenswert sind auch die alten Huteeichen in der Feldmark um Beberbeck, darunter die „Dicke Margarete“ beim Schloss Beberbeck.
Auf dem Friedhof des Dorfs steht ein Denkmal mit der Aufschrift: Dem um die Landwirtschaft Hessens hochverdienten Oberamtmann Bernhard Ulrichs in dankbarer Anerkennung gewidmet von Berufsgenossen.
Zu den Sehenswürdigkeiten nahe Beberbeck zählen die im Reinhardswald stehende Sababurg mit dem daran angegliederten Tierpark Sababurg und dem nahen Urwald Sababurg.

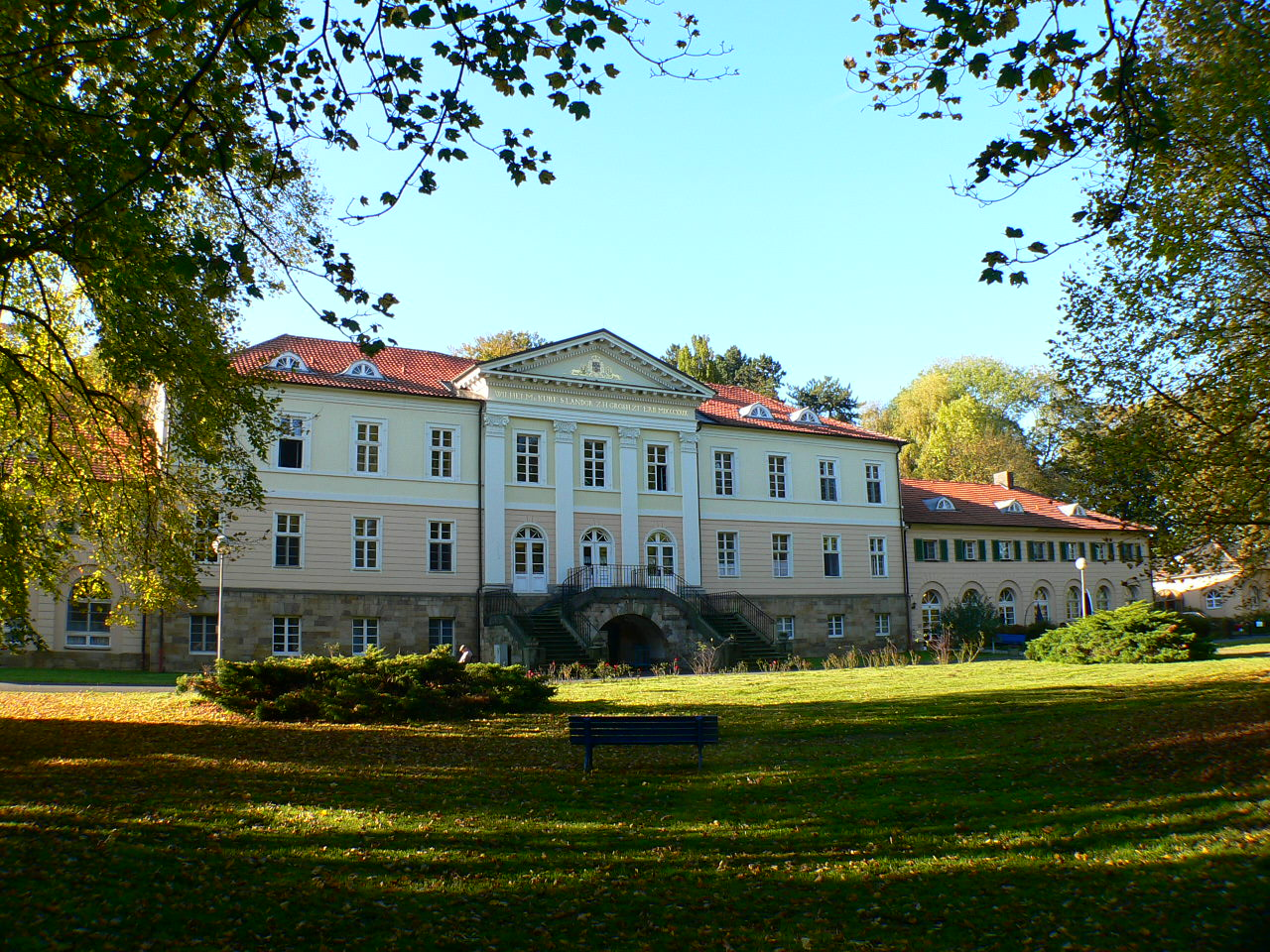
Schloss Beberbeck, Frontansicht
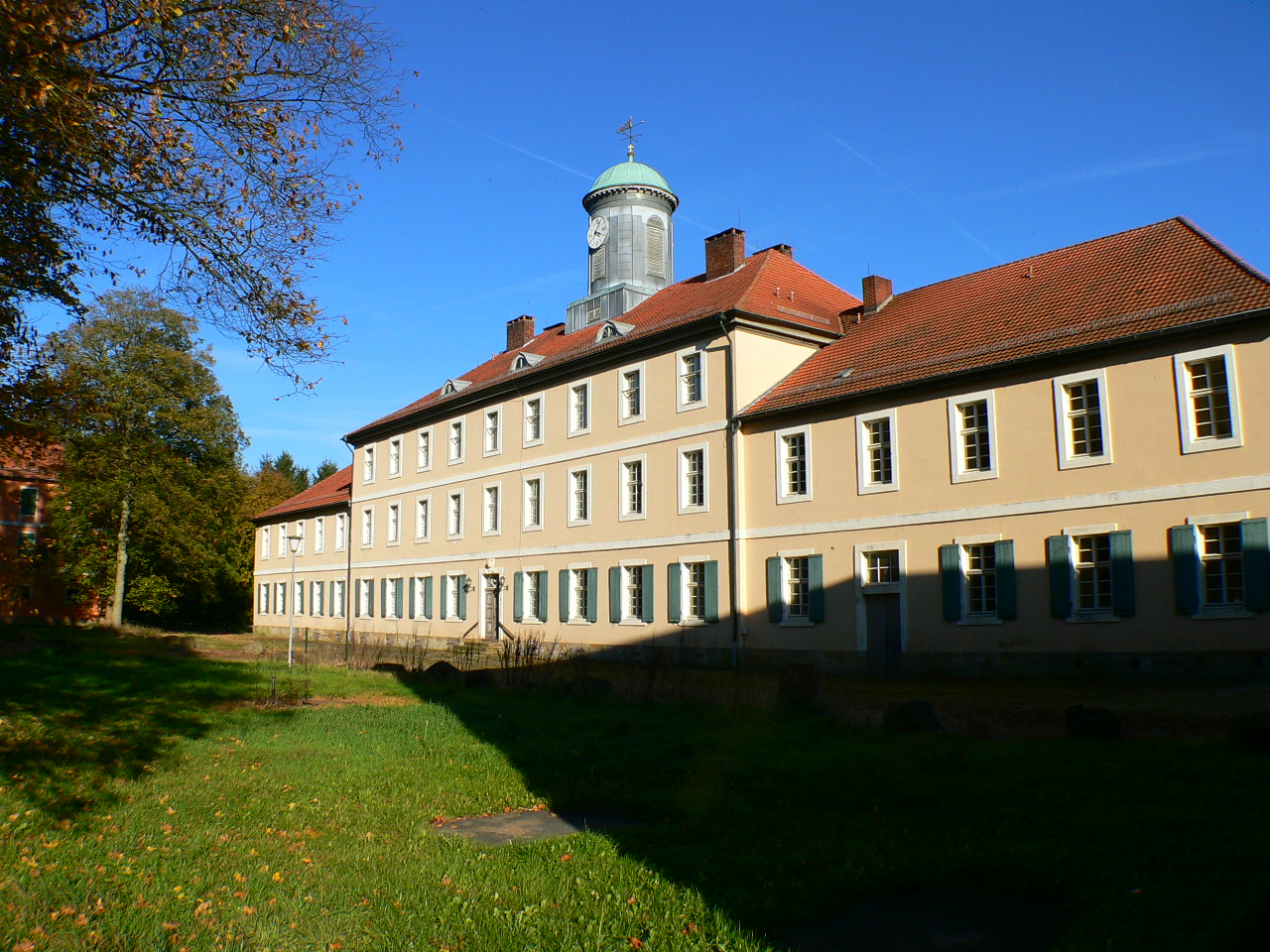
Oberhof
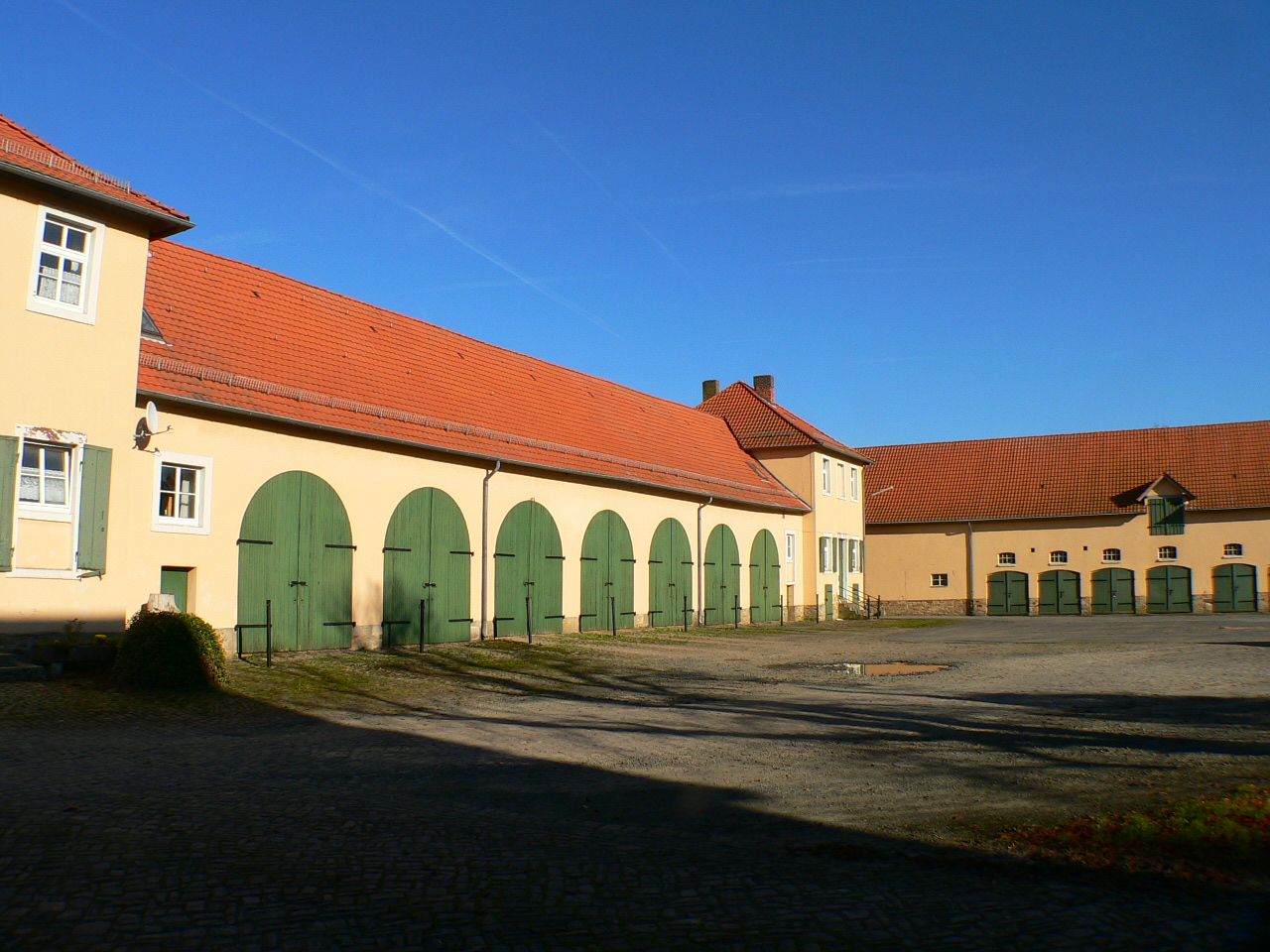
Mittelhof
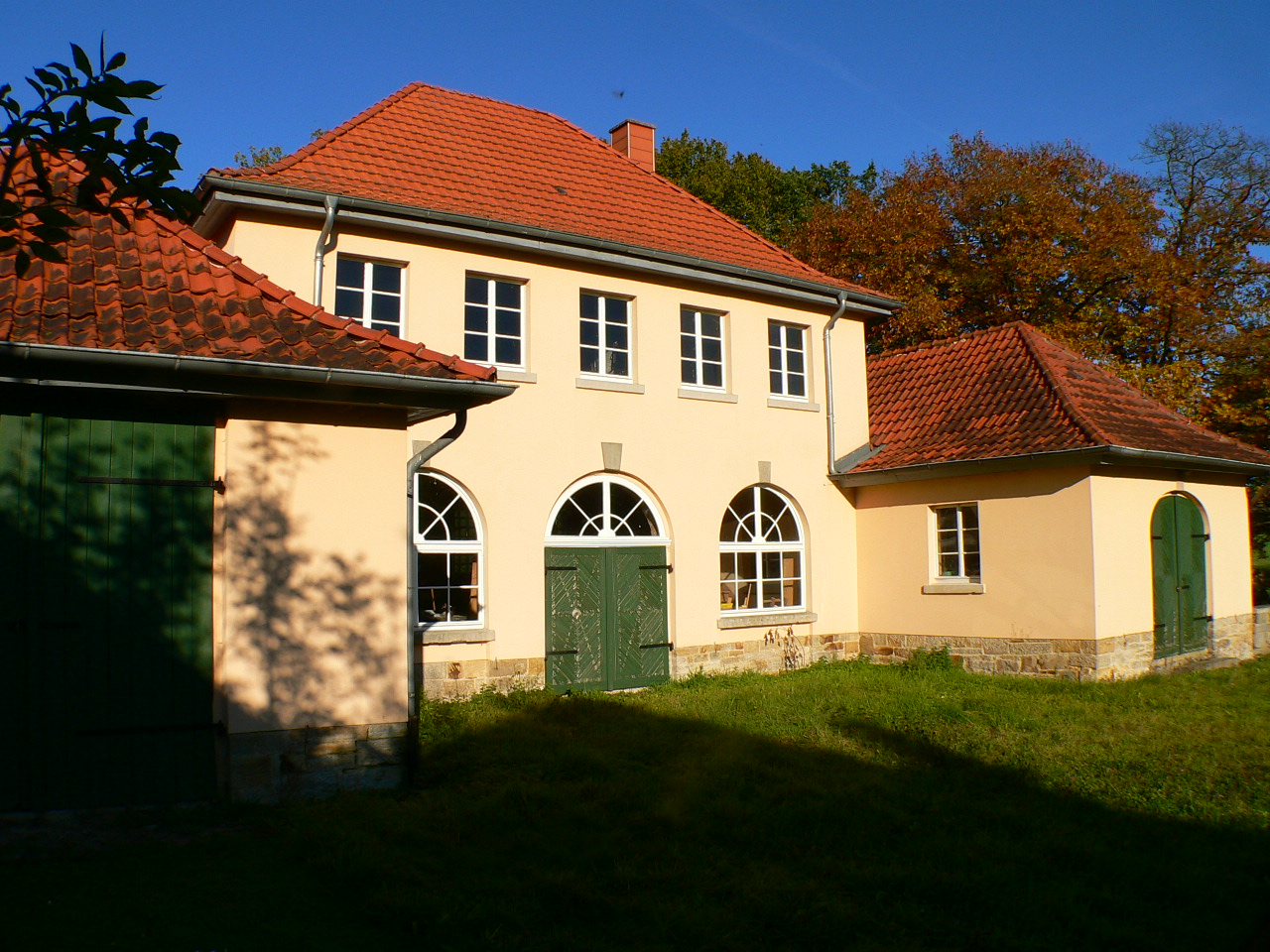
Alte Schreinerei
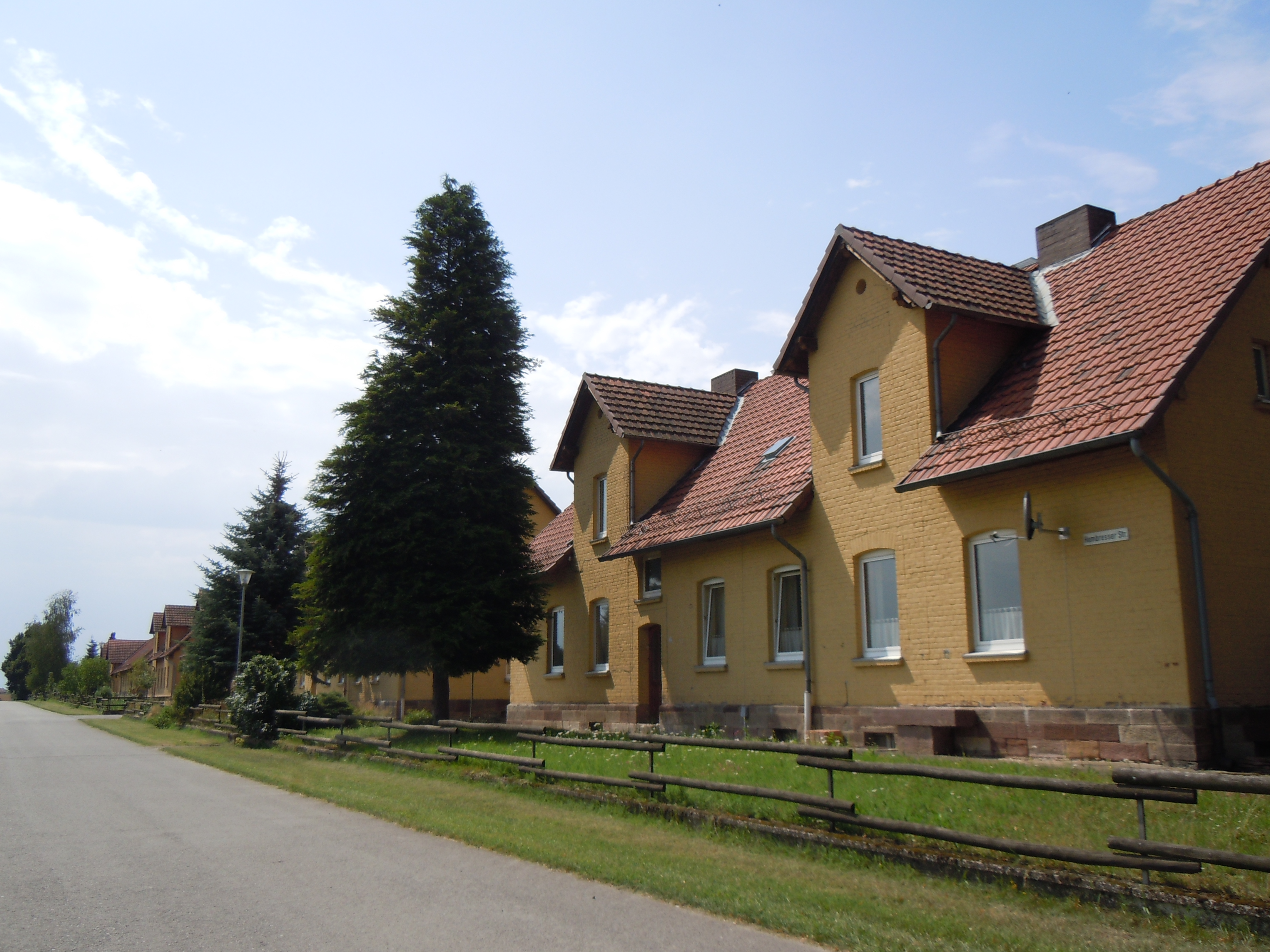
Arbeiterhäuser
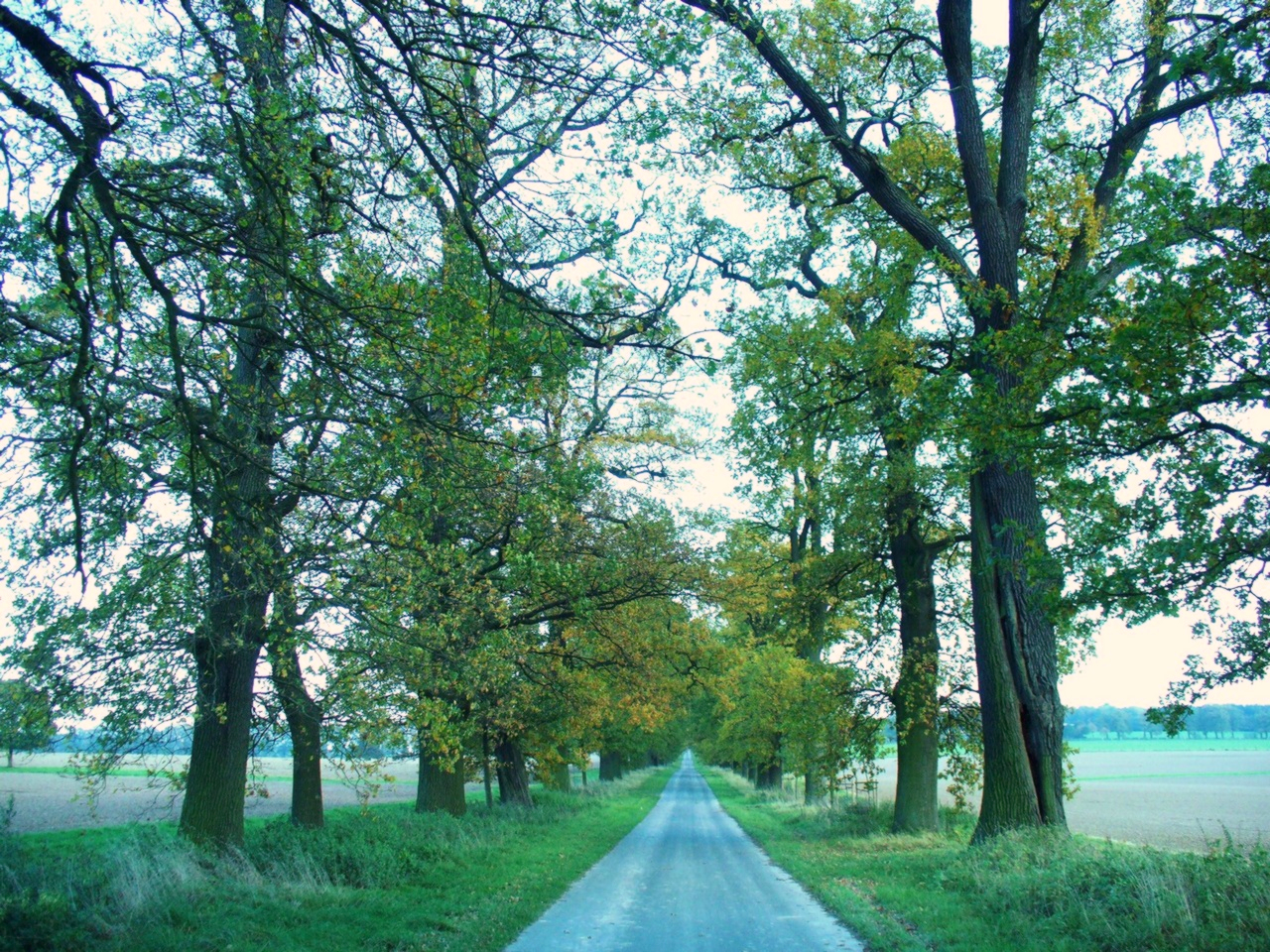
Die „Huteallee“
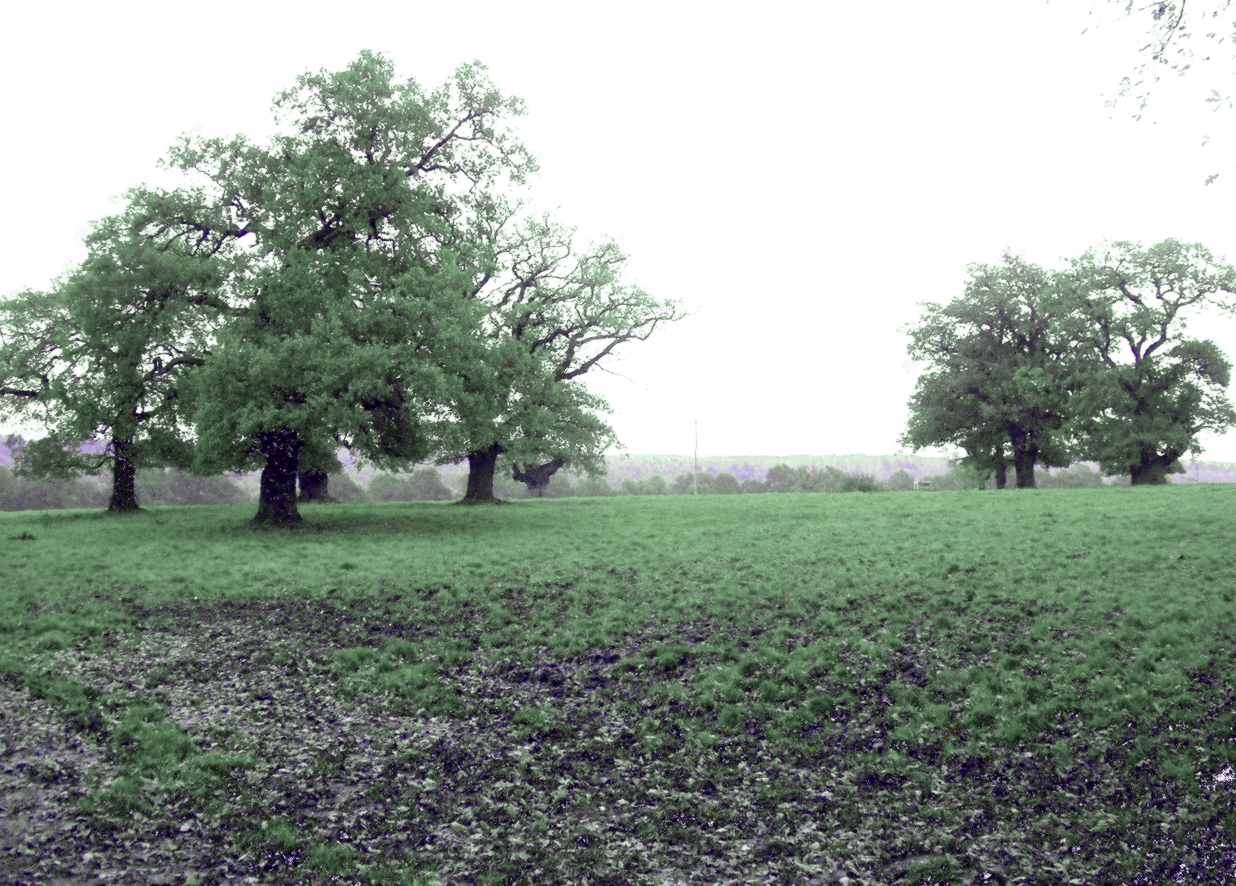
Hutebäume auf den früher als Waldweide genutzten Weiden des Gestüts
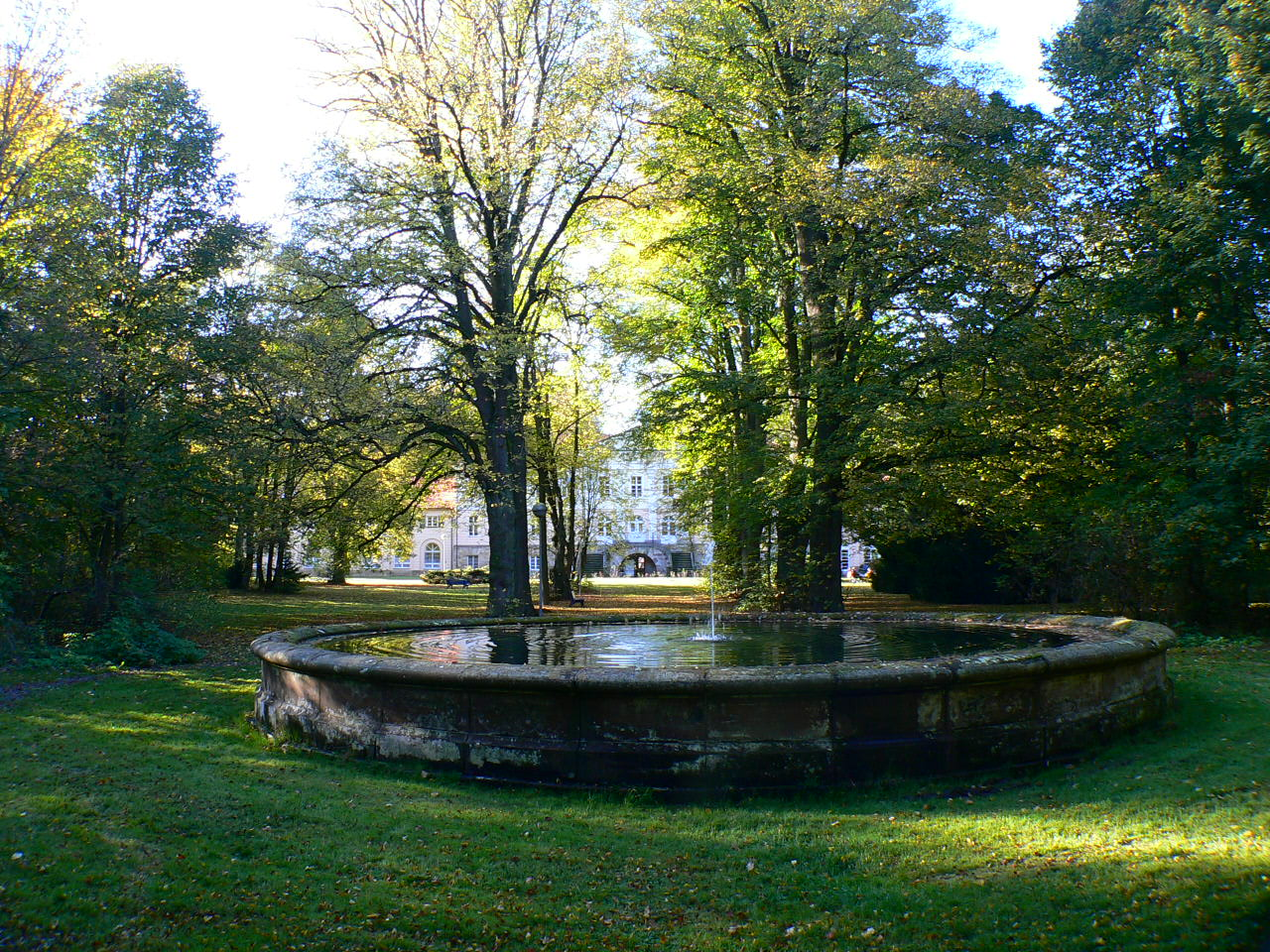
Brunnen im Schlosspark

## Wirtschaft und Infrastruktur
Wirtschaftsstruktur
Mit fünf Straßen zählt Beberbeck zu den kleinsten Dörfern der Region. Auf der 888 ha großen Staatsdomäne wird hauptsächlich Land- und Forstwirtschaft betrieben. Vorwiegend angebaut werden: Zuckerrüben, Weizen, Roggen und Gerste. Ebenso ist der Viehzucht ein hoher Stellenwert beizumessen. Die Durchschnittsleistung von über 10.000 Litern Milch pro Kuh pro Jahr wurde am 3. Juni 2005 durch den damaligen hessischen Landwirtschaftsminister Wilhelm Dietzel honoriert.
Geplantes und aufgegebenes Schloss-Beberbeck-Resort
Seit 2005 bestanden Pläne seitens der Stadt Hofgeismar, aus Beberbeck einen Tourismuspark (Ferienresort) zu machen. Mit einer Investitionssumme von 420 Millionen Euro sollten mehrere Golfplätze, ein Binnensee, luxuriöse Hotels, 600 Wohneinheiten in Feriendörfern und eine Reitanlage mit Trabrennbahn und Poloplatz entstehen. Die politischen Instanzen, insbesondere Hofgeismars Bürgermeister Heinrich Sattler und der ehemalige hessische Ministerpräsident Roland Koch, befürworteten dieses Projekt und waren bereit, es mit Subventionen zu fördern. Der 2007 gegründeten und der Stadt Hofgeismar angegliederten Besitzgesellschaft Domäne Beberbeck räumte die Landesregierung das Recht zur Vermarktung von rund 900 ha Domänenfläche ein. Für die Realisierung waren Mittel privater Investoren erforderlich und der geplante Eingriff in den denkmalgeschützten Baukomplex sowie in die historisch gewachsene, sensible Kulturlandschaft war umstritten. Es gab dabei erhebliche Zweifel, ob das Projekt wirtschaftlich erfolgreich sein könne und zu einer nachhaltigen Belebung des Tourismussektors in Nordhessen führen würde. Das „Aktionsbündnis Beberbeck“, in dem auch Naturschutzverbände wie die Hessische Gesellschaft für Ornithologie und Naturschutz und der Bund für Umwelt und Naturschutz Deutschland mitwirkten, lehnte das Projekt ab, weil es Eingriffe in die Lebensräume seltener Wildtiere, wie der Wildkatze, und das Verschwinden alter Alleebäume befürchtete. Die Unterzeichnung von Verträgen mit einer nicht namentlich bekannten Investorengruppe wurde im Verlauf des Jahres 2010 mehrfach ergebnislos verschoben.
2005 bis 2008 drehte der Filmemacher Klaus Stern einen Dokumentarfilm mit dem Titel Henners Traum – Das größte Tourismus-Projekt Europas über das Ferienresort-Projekt. Der Film lief sechs Monate lang in Kassel und wurde am 16. November 2009 im ZDF ausgestrahlt. Stern erhielt dafür den Adolf-Grimme-Preis 2010 sowie den Hessischen Filmpreis 2009.
Am 17. Dezember 2010 erklärte Bürgermeister Sattler vor der Stadtverordnetenversammlung Hofgeismar das Projekt „Ferienresort Beberbeck“ per 31. Dezember 2010 für beendet, da kein Investor gefunden wurde. Am 8. Januar 2011 wurde bekannt, dass die Besitzgesellschaft Insolvenz angemeldet hat. Für die Stadt Hofgeismar kann dieses zur Folge haben, dass die abgegebenen Bürgschaften fällig werden. Der Verlust für die Stadt Hofgeismar soll sich auf 3 bis 5 Millionen Euro belaufen.